# Фітоплазмоз
Фітоплазмоз, або столбур.

## Біологія патогена
Переносником  інфекції є цикадки.
Навесні через 2-7 днів після харчування на заражених бур'янах цикадки набувають здатність передавати інфекцію рослинам томату, або іншим  пасльоновим.

## Приклади уражень фітоплазмою

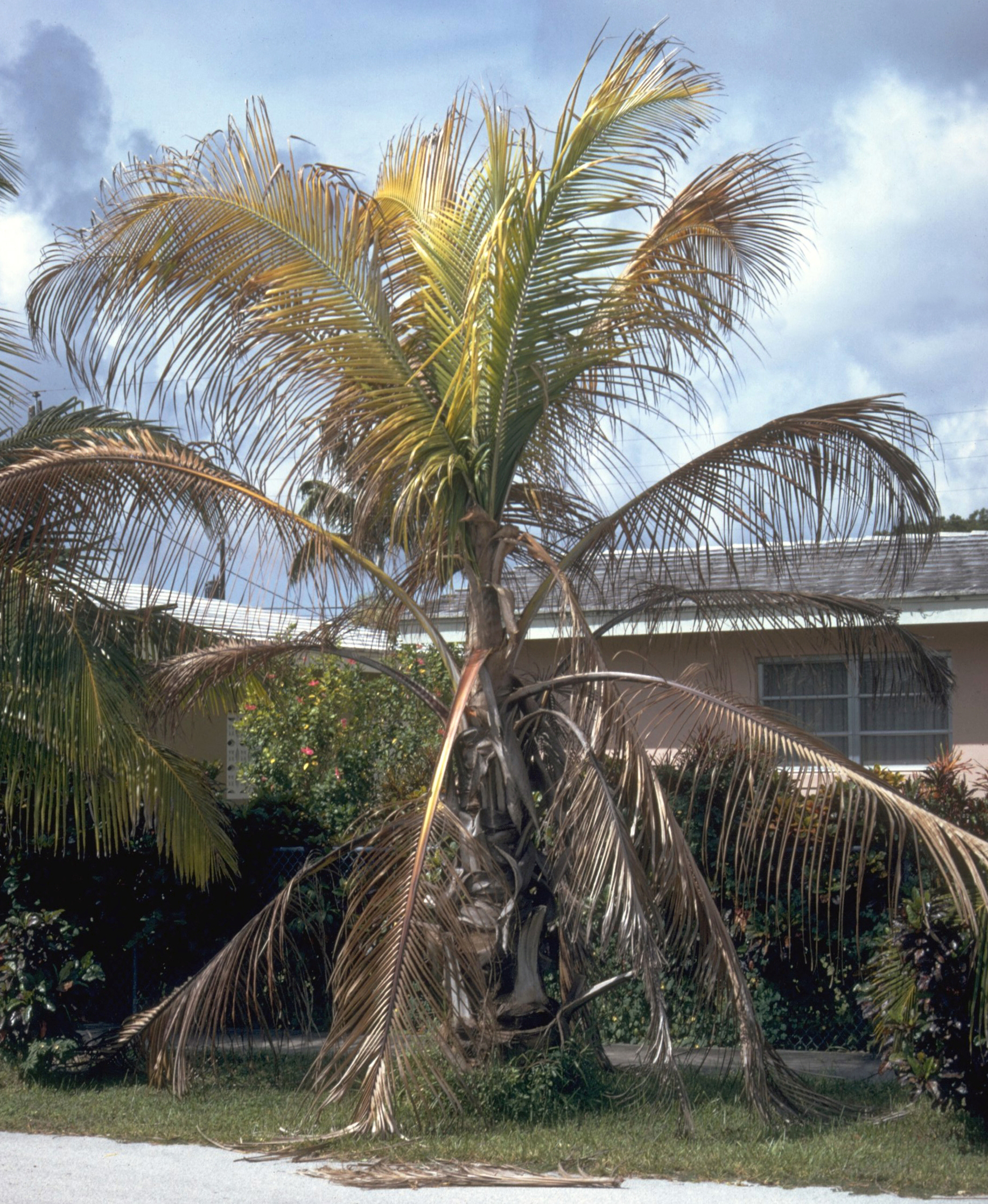
Пальма, уражена фітоплазмою
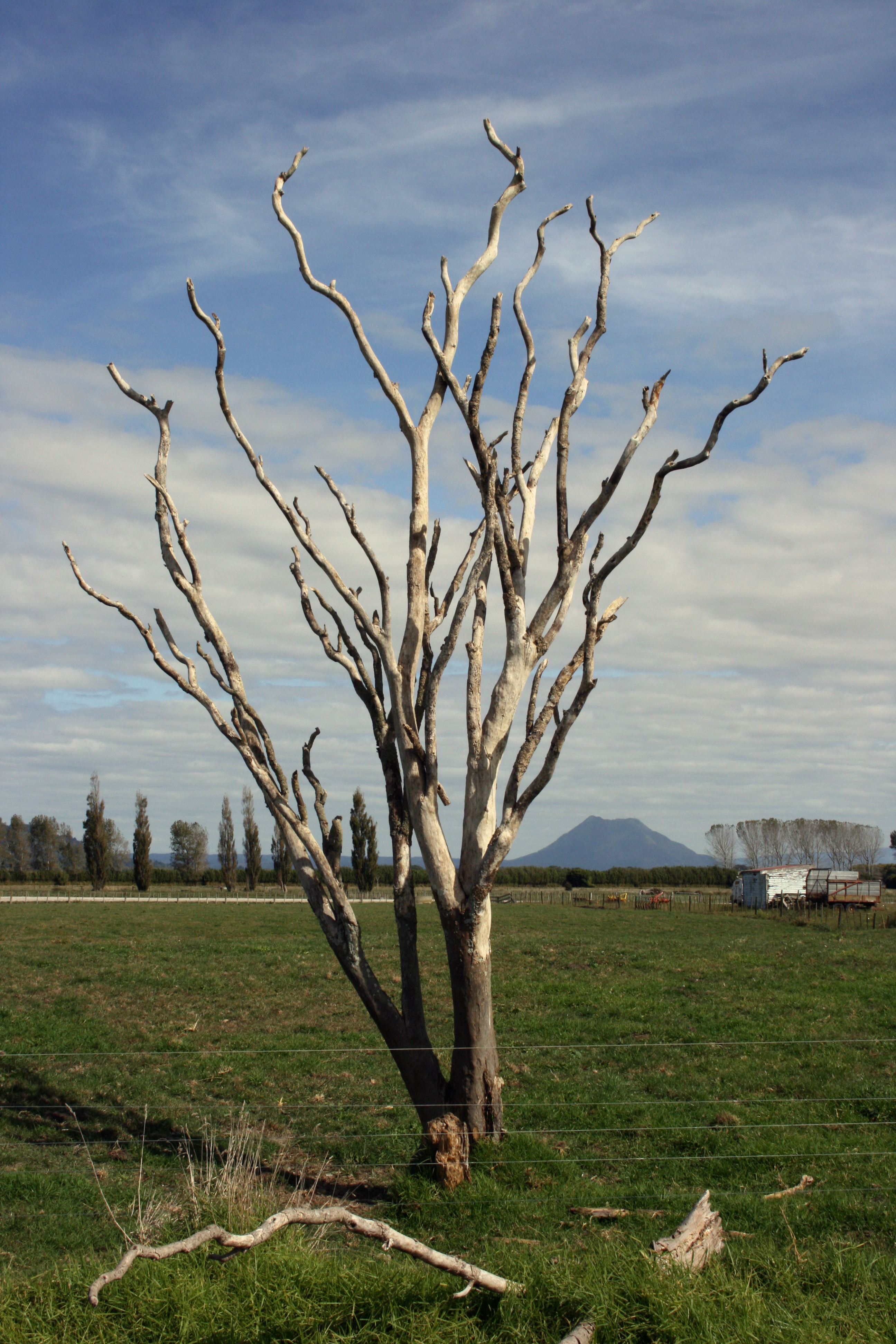
Дерево, вбите Phytoplasma australiense